# Rösrath
Rösrath è una città di 28 712 abitanti della Renania Settentrionale-Vestfalia, in Germania.
Appartiene al distretto governativo (Regierungsbezirk) di Colonia, nel circondario del Reno-Berg.